# Adam G. Sevani
Adam G. Sevani (Los Angeles, 29 juni 1992) is een Amerikaanse street/breakdancer die in de dansfilm Step Up 2: The Streets ook als acteur debuteerde. Daarin werd hij met zijn magere, wat slungelige postuur neergezet als de in eerste instantie als 'nerd' overkomende Robert 'Moose' Alexander III, die zich in de schaduw van hoofdpersoon Andie (Briana Evigan) tot fabuleuze straatdanser ontpopt. Hij speelt hetzelfde personage in opvolgers Step Up 3D, Step Up 4 Miami Heat en Step Up: All In. Sevani is daarnaast te zien als Wen in de romcom LOL (Laughing Out Loud), samen met Miley Cyrus, Demi Moore en Ashley Greene. Ook is hij kort te zien in de film The First Time

## Biografie
Sevani danst in werkelijkheid sinds zijn vroege jeugd. Hij draagt de achternaam van zijn moeder Edita Sevani, waar die van zijn vader Gagik Manucharian zijn Armeense afkomst verraadt. Zijn ouders bestuurden een dansschool, waardoor het dansen hem met de paplepel werd ingegoten.
Behalve in de Step Up-films is Sevani ook als danser te zien in videoclips van onder andere:  Flo Rida (Club can't Handle me), Ma$e (Breathe, Stretch, Shake), Will Smith (Switch), T-Pain (Church), Missy Elliott (I'm Really Hot) en in die bij het nummer That Girl van de Amerikaanse voormalige jongensgroep NLT, waarvan zijn broer Visky Sevani lid was.
- Bibliothèque nationale de France: cb162698406 (data)
- International Standard Name Identifier: 0000 0001 1887 4097
- Library of Congress Control Number: no2010205260
- Nationale Bibliotheek van Tsjechië: osd2013766012
- Système universitaire de documentation: 153803304
- Virtual International Authority File: 160538367
- WorldCat: E39PBJyCKfF3CthGWF68GPkxDq